# Ochthebius halbherri
Ochthebius halbherri es una especie de escarabajo del género Ochthebius, familia Hydraenidae. Fue descrita científicamente por Reitter en 1890.
Se distribuye por los Alpes centrales y del sur (Francia). Mide 1,7-2,1 milímetros de longitud.